# Genentech
Công ty Genentech (phát âm tiếng Mỹ: /ˈʤɛnən'tɛk/) là công ty công nghệ sinh học, vốn là một tập đoàn độc lập trong lĩnh vực công nghệ sinh học đã trở thành công ty con của Roche vào năm 2009.
Tính đến tháng 2 năm 2019, Genentech đã tuyển dụng 13.697 người lao động, còn đến tháng 2 năm 2020, Genentech đã tuyển dụng 13.638 người.

## Lược sử
Công ty được thành lập từ năm 1976 bởi nhà đầu tư Robert A. Swanson và nhà sinh hoá học Herbert Boyer.
H. Boyer là người tiên phong trong lĩnh vực công nghệ DNA tái tổ hợp. Trong lĩnh vực này, vào năm 1973, Boyer và đồng nghiệp là Stanley Norman Cohen đã chứng minh rằng các enzyme giới hạn có thể được sử dụng như "kéo" để cắt các đoạn DNA cần từ một nguồn DNA nhiễm sắc thể của tế bào cho. Sau đó, Boyer đã cùng làm với Swanson, còn Cohen vẫn ở học viện.
Ở công ty, Boyer cùng với Arthur Riggs và Keiichi Itakura từ Viện nghiên cứu Beckman đã lần đầu tiên trên thế giới biểu hiện thành công gen somatostatin của người vào năm 1977. Đến năm 1978, thì nhóm này có thêm David Goeddel và Dennis Kleid, nhóm đã thành công trong việc đưa gen mã hoá insulin của người vào vi khuẩn E. coli để vi khuẩn này "sản xuất" hộ.
Năm 1990 F. Hoffmann-La Roche AG đã mua lại phần lớn cổ phần của Genentech. Đến tháng 3 năm 2009 Roche mua lại Genentech số cổ phần chưa kiểm soát được là khoảng 46,8 tỷ đô la.

## Nghiên cứu chính
Genentech là một công ty công nghệ sinh học định hướng nghiên cứu tiên phong độc lập hoặc liên kết, hợp tác. Các hợp tác nghiên cứu chính của Genentech gần đây hơn cả có thể kể:
- Năm 2008 Genentech đã hợp tác với Roche và công ty con GlycArt để phát triển obinutuzumab.[12]
- Tháng 2 năm 2010 Genentech đã hợp tác với Đại học California, San Francisco sau khi hợp tác với họ trong khoảng mười lăm hợp tác khác, lần này là hợp tác nghiên cứu và chế tạo thuốc (drug discovery) dạng phân tử áp dụng điều trị thần kinh học.[13]
- Vào tháng 10 năm 2014, Genentech đã trả trước 150 triệu đô la để hợp tác với NewLink Genetic về chất ức chế điểm kiểm soát (checkpoint inhibitors).[14]
- Vào tháng 1 năm 2015, họ đã ký một hợp đồng trị giá 60 triệu đô la để được phép truy cập vào dữ liệu bộ gen.[15]
- Vào tháng 10 năm 2015 đã bắt đầu hợp tác với Nimbus Therapeutics để phát triển trên nền tảng sản xuất thuốc silico.[16]
- Vào tháng 9 năm 2016, Genentech hợp tác với công ty BioLineRx của Israel về một chất ức chế trạm kiểm soát mà Genentech dự định ghép với atezolizumab của riêng mình.[17]

## Cơ sở vật chất

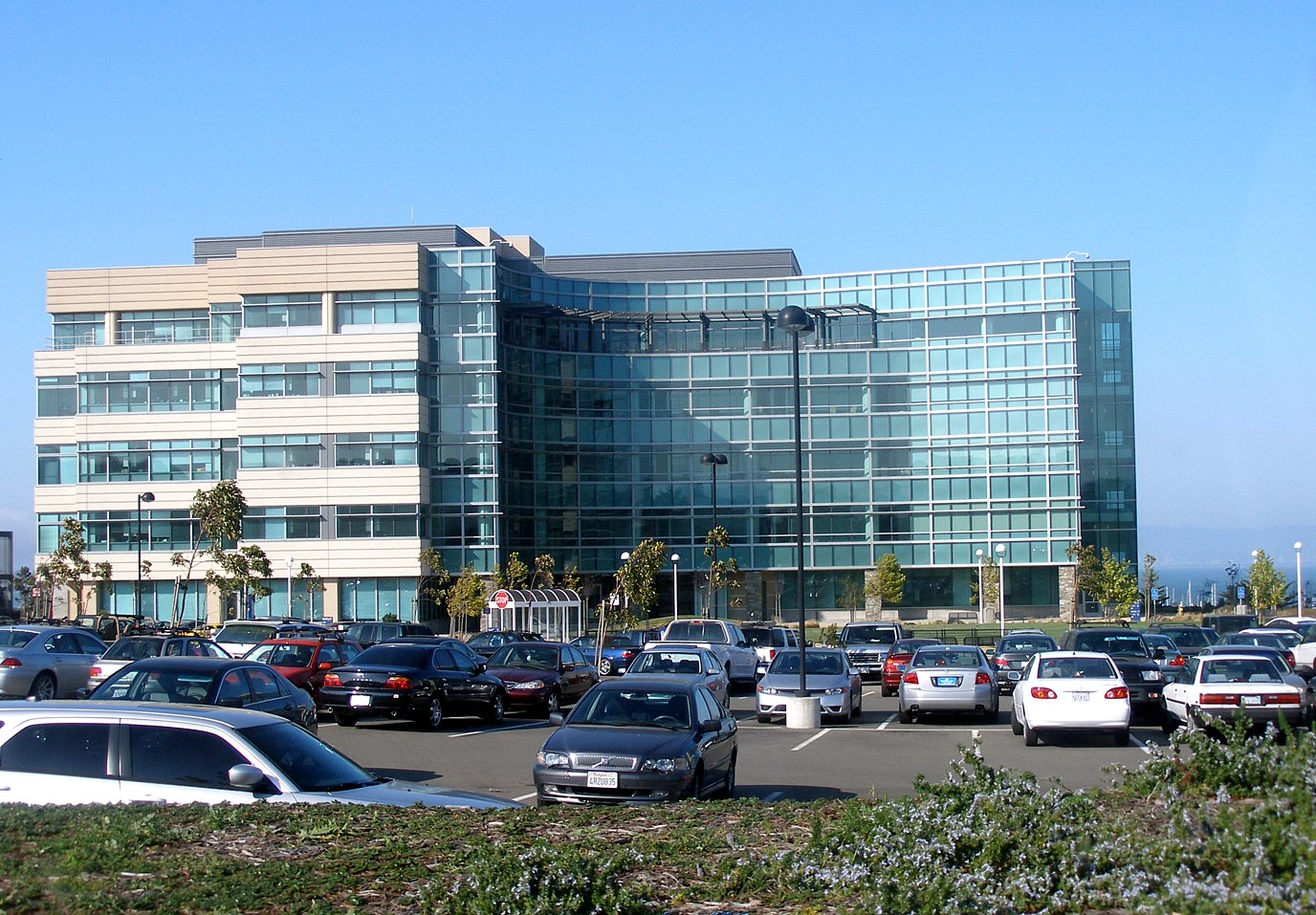
Building 32, one of the Genentech headquarters' newer buildings

Trụ sở công ty Genentech ở Nam San Francisco (37.657 ° B 122.379 ° T), còn nhiều cơ sở sản xuất khác tại Vacaville, California; Oceanside, California và Hillsboro, Oregon.
Vào tháng 12 năm 2006, Genentech đã bán công ty Porriño, Tây Ban Nha cho Lonza và mua độc quyền cơ sở sản xuất tế bào động vật có vú của Lonza đang được xây dựng tại Singapore. Vào tháng 6 năm 2007, Genentech đã bắt đầu xây dựng và phát triển một cơ sở sản xuất về E. coli, cũng tại Singapore, để sản xuất chất Lucentis (thuốc tiêm ranibizumab) trên toàn thế giới

## Các sản phẩm chính
- 1982: Insulin của người được tổng hợp theo công nghệ sinh học đã được Cục Quản lý Thực phẩm và Dược phẩm Hoa Kỳ (FDA) phê duyệt, sau đó hợp tác với nhà sản xuất Eli Lilly & Company đã đưa sản phẩm dưới thương hiệu "Humulin". Đây là dược phẩm đầu tiên của công nghệ sinh học được chính thức lưu hành.
- 1985: Protropin là hoocmôn tăng trưởng cho trẻ chậm lớn do thiếu hụt somatrem (nhưng đã ngừng sản xuất từ 2004).
- 1987: Activase (alteplase): Một chất hoạt hóa plasminogen mô tái tổ hợp được sử dụng để làm tan cục máu đông ở bệnh nhân bị nhồi máu cơ tim cấp, cũng sử dụng để điều trị đột quỵ không do xuất huyết.
- 1990: Actimmune (interferon gamma 1b): Điều trị bệnh u hạt mạn tính.
- 1993: Nutropin (somatropin tái tổ hợp): một loại hoocmôn tăng trưởng cho trẻ em và người lớn để điều trị trước ghép thận do bệnh thận mãn tính.
- 1993: Pulmozyme (dornase alfa): Điều trị cho trẻ em và thanh niên bị bệnh xơ nang.
- 1997: Rituxan (rituximab): Điều trị cho các loại u lympho không phải dạng Hodgkins. Đến năm 2006, dược phẩm này cũng được chấp thuận dùng điều trị viêm khớp.
- 1998: Herceptin (trastuzumab): Điều trị người bệnh ung thư vú di căn do khối u có gen HER2 biểu hiện quá mức. Gần đây FDA cũng đã phê duyệt Trastuzumab cho bệnh ung thư dạ dày di căn với vị trí thụ thể HER2 dương tính.
- 2000: TNKase (tenecteplase): Dược phẩm "Cục máu đông" (clot-busting) để điều trị nhồi máu cơ tim cấp.
- 2003: Xolair (omalizumab): Thuốc tiêm dưới da điều trị hen suyễn kéo dài.
- 2003: Raptiva (efalizumab): Kháng thể thiết kế ngăn chặn kích hoạt và tái kích hoạt các tế bào T dẫn đến sự phát triển của bệnh vẩy nến. Được phát triển với sự hợp tác của XOMA.
- 2004: Avastin (bevacizumab): Kháng thể đơn dòng chống VEGF trong điều trị ung thư di căn đại tràng hoặc trực tràng. Năm 2006, cũng được chấp thuận cho một dạng ung thư phổi. Năm 2008 được chấp thuận dùng Avastin kết hợp với hóa trị liệu cho bệnh ung thư vú âm tính HER2 tiến triển trước đó chưa được điều trị. Năm 2009, Avastin còn được chấp thuận trong điều trị glioblastoma multiforme và điều trị ung thư biểu mô tế bào thận di căn. Thuốc đã được công bố rộng rãi trong điều trị ung thư vú, nhưng chấp thuận này của FDA đã bị thu hồi vào tháng 11 năm 2011.
- 2004: Tarceva (erlotinib): Điều trị cho người bệnh mắc một dạng ung thư phổi và ung thư tuyến tụy.
- 2006: Lucentis (thuốc tiêm ranibizumab): Điều trị thoái hóa điểm vàng do tuổi tác.
- 2010: Actemra (tocilizumab): Kháng thể đơn dòng ức chế thụ thể interleukin-6 (IL-6) được phê duyệt để điều trị viêm khớp dạng thấp (RA).
- 2011: Zelboraf (vemurafenib): Điều trị một loại ung thư da gọi là khối u ác tính đã di căn sang các bộ phận khác của cơ thể hoặc không thể được loại bỏ bằng phẫu thuật, do loại gen BRAF bất thường.
- 2012: Erivedge (vismodegib): Điều trị ung thư biểu mô tế bào cơ sở (BCC). Đây là chất ức chế ở dạng phân tử có prôtêin đích nằm trong con đường truyền tín hiệu Hedgeoose. Đây là liệu pháp hiện đại đầu tiên được phê duyệt.
- 2012: Perjeta (pertuzumab): Sử dụng kết hợp với Herceptin (trastuzumab) và hóa trị liệu docetaxel để điều trị bệnh nhân ung thư vú di căn HER2 dương tính chưa được điều trị trước đó.
- 2013: Kadcyla (ado-trastuzumab emtansine): Sản phẩm liên hợp kháng thể-thuốc (ADC) đầu tiên của Genentech được FDA chấp thuận. Thuốc này gồm trastuzumab (Herceptin) liên kết với một tác nhân gây độc tế bào mertansine (DM1), được sử dụng trong điều trị ung thư vú di căn HER2 dương tính.
- 2013: Gazyva (obinutuzumab): Sử dụng kết hợp với chlorambucil để điều trị bệnh nhân mắc bệnh bạch cầu lymphocytic mãn tính chưa được điều trị trước đó (CLL).
- 2014: Esbriet (pirfenidone): Một loại thuốc chống rung tim để điều trị xơ phổi vô căn (IPF).
- 2015: Cotellic (cobimetinib): Sử dụng kết hợp với ZELBORAF (vemurafenib), để điều trị một loại ung thư da gọi là khối u ác tính đã di căn sang các bộ phận khác của cơ thể hoặc không thể được loại bỏ bằng phẫu thuật, do gen BRAF bất thường.
- 2015: Alecensa (alectinib): Điều trị ung thư phổi không phải tế bào nhỏ (NSCLC).
- 2016: Venclexta (venetoclax): Điều trị cho người bệnh bạch cầu lymphocytic mãn tính (CLL) có bất thường nhiễm sắc thể (đột biến mất 17p) và đã được điều trị bằng ít nhất một liệu pháp trước đó.
- 2016: Tecentriq (atezolizumab): Kháng thể chống PD-L1 điều trị ung thư bàng quang tiến triển hoặc ung thư phổi không phải tế bào nhỏ di căn (NSCLC). Thuốc cũng đã được cấp phép điều trị ung thư bàng quang tiến triển.
- 2017: Ocrevus (ocrelizumab): FDA phê chuẩn thuốc này điều trị cả bệnh đa xơ cứng tái phát (RRMS) và bệnh đa xơ cứng tiến triển chính (PPMS). Dạng PPMS của bệnh trước đây không có phương pháp điều trị được phê duyệt.
- 2017: Hemlibra (emicizumab): Điều trị bệnh máu chậm đông kiểu A.
- 2018: Xofluza (Baloxavir marboxil): Thuốc chống vi-rút để điều trị cúm A và cúm B. Được phát triển bởi Shionogi.
- 2019: Polivy (Polatuzumab vedotin-piiq): Điều trị u lympho tế bào B, sử dụng kết hợp với bentamamine và rituximab.
- Genentech coi trọng sức khỏe và sự an toàn của người bệnh cũng như khách hàng và nhân viên, dân địa phương. Trong  đại dịch COVID-19 toàn cầu, công ty đã có nhiều đóng góp.[18]

## Vinh danh và ghi nhận
- Tạp chí Fortune đã liệt kê Genentech vào "100 công ty tốt nhất" trong 21 năm liên tiếp, với thứ hạng số một trong danh sách năm 2006. Bảng xếp hạng đã thay đổi từ số 1 đến số 80 trong suốt những năm qua. Bảng xếp hạng dựa trên phản hồi của nhân viên ẩn danh đối với một cuộc khảo sát cũng như đánh giá về chính sách và văn hóa của công ty.[19]
- Genentech được tạp chí "Working Mothers" bầu chọn là một trong 100 công ty tốt nhất dành cho các bà mẹ vào năm 2004, 2006 đến 2008 và 2010, 2011.[20]
- Là một trong 100 công ty tư nhân tốt nhất năm 2006 bởi Business Ethics Magazine (tạp chí Đạo đức Kinh doanh). Công ty còn tham gia vào các nhóm lãnh đạo như TechNet,[21] tài trợ cho các ấn phẩm và nghiên cứu độc lập của bên thứ ba như là tạp chí Nature.[22]
- Genentech được Tạp chí Khoa học bầu chọn là Nhà tuyển dụng hàng đầu vào ngày 7 tháng 10 năm 2010 (đã được công nhận trong chín năm liên tiếp).[23]
- Vào tháng 3 năm 2008, Genentech được Fortune vinh danh là Công ty Dược phẩm được ngưỡng mộ nhất trong năm thứ hai liên tiếp.
- Vào tháng 7 năm 2010, Genentech đã được tạp chí Computer World bình chọn vào danh sách "100 nơi làm việc tốt nhất về CNTT (IT)".[24]
- Vào tháng 12 năm 2008, Glassdoor.com đã đánh giá CEO của Genentech là Arthur D. Levinson là lãnh đạo "đẹp nhất" năm 2008 với tỷ lệ tán thành 93%.[25]
- Genentech đã được giới thiệu trong bộ phim tài liệu Something Ventured công chiếu từ năm 2011.
- The Economist đánh giá Genentech là tập đoàn sáng tạo nhất năm 2013.[26]